# Trovolhue

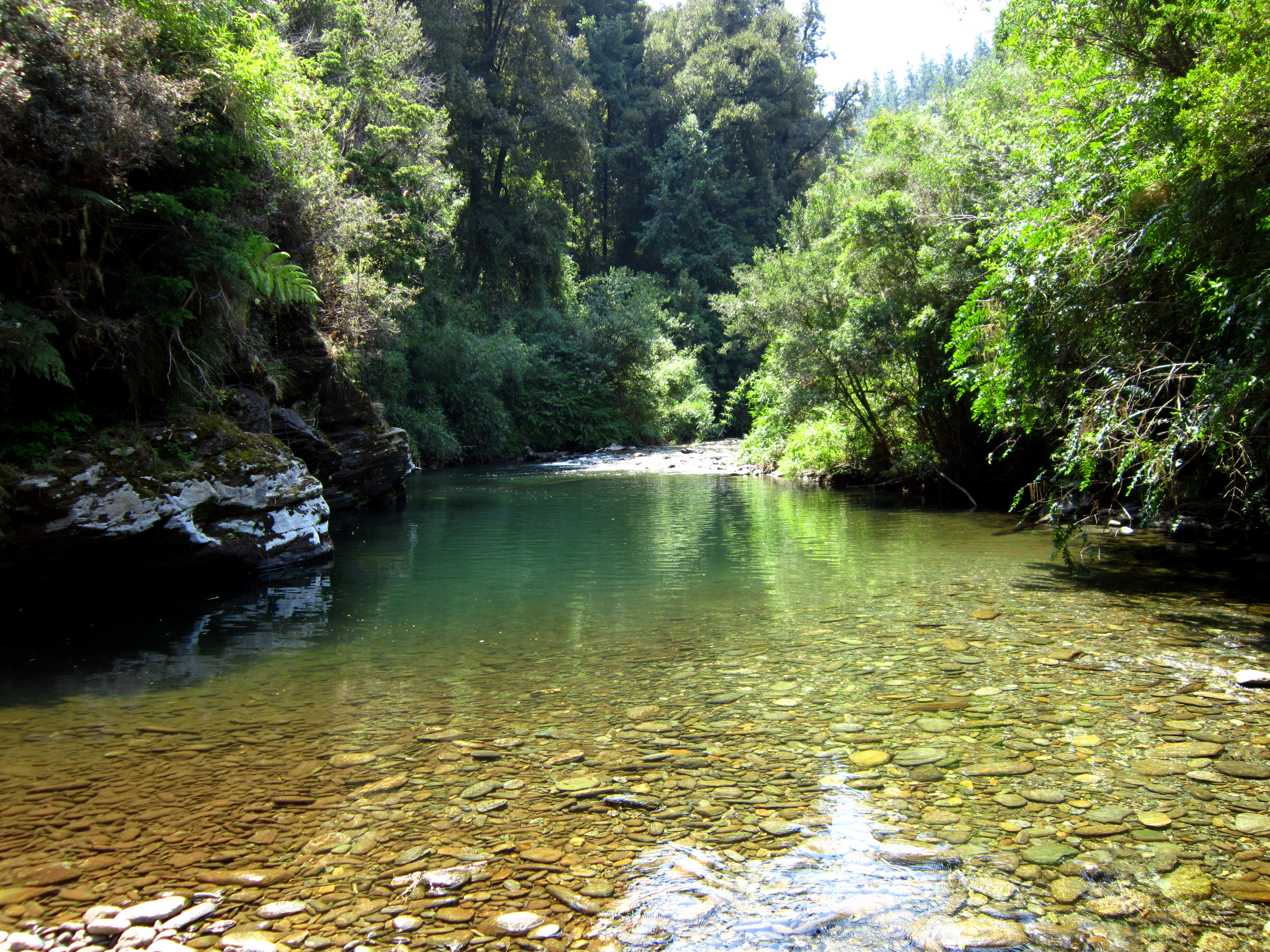
Río Trovolhue

Trovolhue ist ein Dorf in der Kommune Carahue in Chile. Die Kommune gehört zur Provinz Cautín in der Región de la Araucanía im Süden des Andenstaates. Ein Großteil der Bevölkerung gehört zur indigenen Bevölkerungsgruppe der Mapuche.

## Geschichte
Der Name Trovolhue ist aus der indigenen Sprache Mapudungun und dort vom Wort Trüfülhue abgeleitet. Übersetzt bedeutet das Wort „Ort der trüben Gewässer“.
Aufgrund des starken Erdbebens in der Stadt Valdivia im Jahr 1960 kam es auch in Trovolhue zu einer Überschwemmung.

## Lage
Trovolhue liegt ca. 100 km von der Stadt Temuco und 33 km von der Kleinstadt Carahue entfernt.
Trovolhue grenzt
- im Norden an die ländlichen Sektoren Las Ñochas und Pilmaiquenco
- im Süden an den Kanal San Juan und die indigene Gemeinschaft Francisco Lázaro Marivil
- im Westen an die Lagune San Juan und das Landgut Santa Teresa
- im Osten an El Peral.

Aus der direkt angrenzenden Lagune Trovolhue entspringt das Flüsschen Puyangue, das im weiteren Verlauf als Fluss Moncul in den Río Imperial und von dort aus ins Meer mündet.

## Verkehrsanbindung
Trovolhue kann über die Straße ruta S-130 erreicht werden. Aufgrund des Ausbaus der Straßenverbindung zwischen den Ortschaften Carahue und Nehuentue ist die Verkehrsanbindung nach Trovolhue fast vollständig asphaltiert.
An den öffentlichen Nahverkehr ist Trovolhue über Kleinbusse und Sammeltaxis angebunden.
Koordinaten: 38° 38′ S, 73° 19′ W